# Carlo Rampazzi
Carlo Rampazzi (Ascona, 1949) è un architetto, designer e artista svizzero.

## Biografia
Carlo Rampazzi si diploma in Architettura e Interior Design a Lugano e Parigi.
Inizia la sua carriera nel 1970 come designer internazionale.
Nel 1974 apre ad Ascona il suo studio di architettura d’interni e arredi “Selvaggio”.
All’inizio degli anni ’80 rielabora lo stile classico in una serie di collezioni neo-eclettiche, che determineranno il suo stile personale.
Nel 2003 viene fondata da parte dell’artista Sergio Villa, la “Sergio Villa Mobilitaly”, in cui vengono prodotti gli arredi disegnati da Rampazzi.
Sempre con Sergio Villa, nel 2006 apre a Parigi lo showroom “NOI Paris” (Nuove Opere Internazionali).
Partecipa costantemente al “Salone del Mobile di Milano”.
Nel 2016 Carlo Rampazzi apre ad Ascona un secondo showroom, “Selvaggio 14”, dove vengono allestite installazioni temporanee.
Lo “Stile Rampazzi” è denominato “Maximinimalismobili”,  in quanto i suoi arredi sono pezzi unici, senza uno stile imparentato con un’epoca o una moda.

## Principali opere
- Yacht “Octopussy”, dell’agente James Bond 007 nel film “Octopussy - Operazione piovra” (1983), ridecorato da Carlo Rampazzi.
- Progettazione di una preziosa serie di lampade a parete in gesso in omaggio a quattro maestri dell’arte contemporanea: De Chirico, Man Ray, Matisse e Picasso (1990)
- Hotel “Burj al-Arab” a Dubai, parti pubbliche arredate con le creazioni disegnate da Carlo Rampazzi (1999)
- Hotel Eden Roc di Ascona, progetto di Interior Design (1999-2016)
- Hotel Giardino di Ascona, progetto di Interior Design (2001-2003)
- Porta Mela ricoperto in pelle disegnato da Carlo Rampazzi per Hermès (2003)
- Grand Hotel Tschuggen di Arosa, progetto di Interior Design (2005)
- Boutique Berluti New York (2005) e Parigi (2006) progetto di Interior Design
- Barca Crociera Sound Of Music di Amsterdam, progetto di Interior Design (2006)
- Carlton Hotel di St. Moritz, progetto di Interior Design (2007)
- Hotel e Ristorante Eden Roc Marina di Ascona, progetto di Interior Design (2010)
- Ristorante Rico’s a Küsnacht, progetto di Interior Design (2010)
- Tre poltrone, disegnate per la Colombo Stile, per Michael Jackson: una interamente ricoperta di conchiglie, una in pelliccia e piume, e una di cristalli Swarovski. Battute all’asta a Las Vegas (2010)
- Collezione di Abiti Crazy Glass, realizzati con stoffe che riprendono la particolare finitura multicolore degli arredi Crazy Glass (2011-2013)
- Hotel Carcani di Ascona, progetto di Interior Design (2012)
- Stabiq Treasure House a Vaduz, progetto di Interior Design (2012-2016)
- Fondazione Braglia di Lugano, progetto di Interior Design (2014)
- City Bistro presso la stazione FFS di Bellinzona, progetto di Interior Design (2015-2016)
- Hotel Valsana di Arosa, progetto di Interior Design (2016-2017)

## Saloni ed esposizioni
- Ad Abitare il Tempo, viene presentata “La nuova tradizione” (1987), e la “Stanza per colonne” di Alessandro Mendini, Carlo Rampazzi e Anna del Gatto (1988)
- Al Salone del Mobile di Milano, con l’artista Sergio Villa, vengono esposte ogni anno nuove collezioni (2004-2017)
- Dal 2014 partecipa a diverse edizioni della mostra “La Magnifica Forma”, curata dall'architetto Anna Del Gatto nell'ambito della fiera HOMI presso la Fiera di Milano; evento che tra gli altri ha coinvolto nelle varie edizioni Denis Santachiara, Luca Scacchetti, Raffaella Mangiarotti
- Al Salone del Mobile di Milano, presenta una suite d’Hotel intitolata “Suite Spazzatura” dove la poltrona “Opus Futura” viene posta all’interno di una cornice narrativa che ha come protagonista la Monna Lisa (2016)
- Al Salone del Mobile di Milano, presenta 'Creatività sopra le righe - Creativity over the top' dove viene valorizzata l'artigianalità Italiana (2017 & 2018)

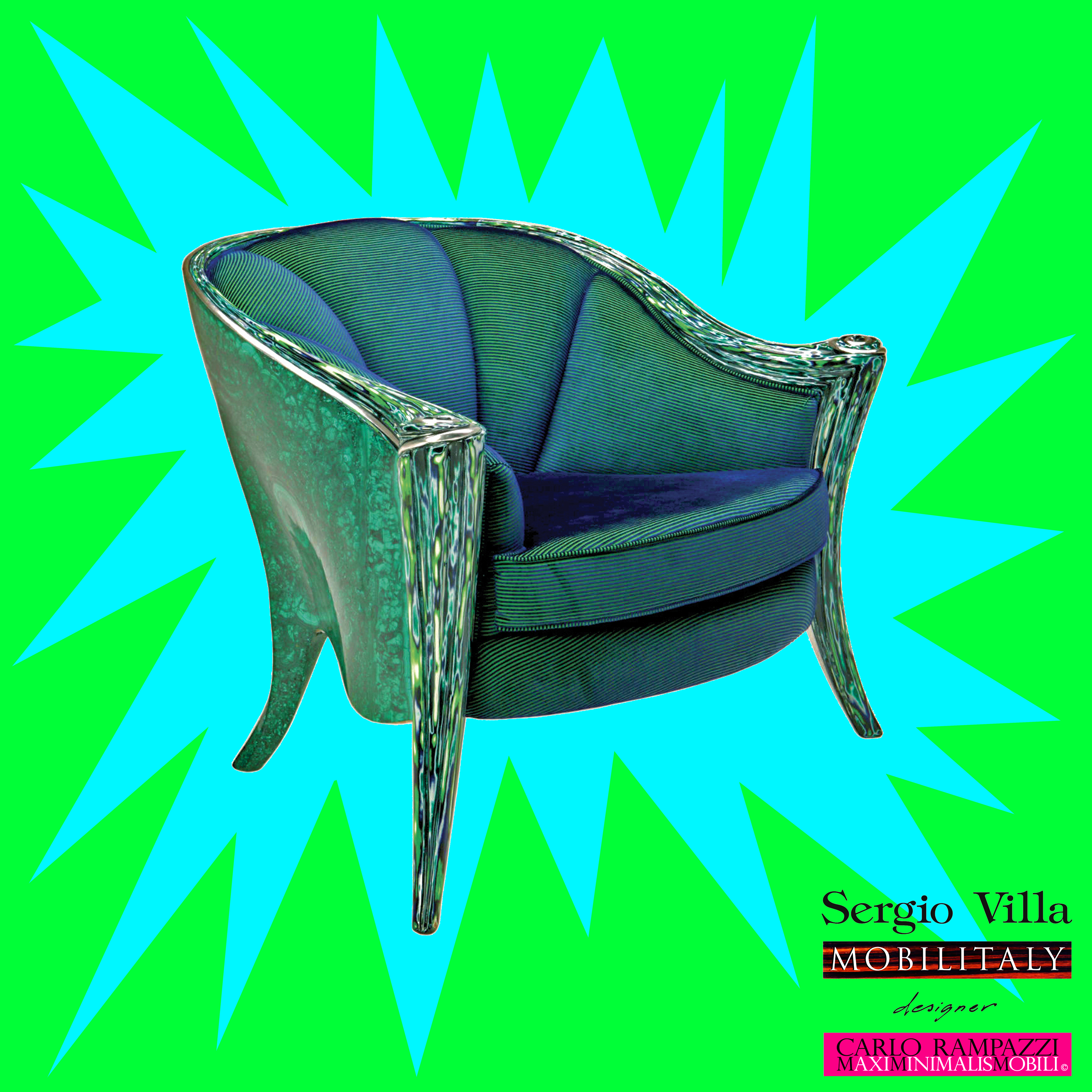
Poltrona Opus in vera Malachite disegnata da Carlo Rampazzi per la Sergio Villa Mobilitaly

## Collezioni
- Collezioni per Colombo Stile: “La Nuova Tradizione” (1987), “L'Età dell'Oro” (1989), “Spazialismi” (1991), “Collezione Blu” (1993), “Passe-Partout” (1994), “Divani” (1998), “Africa” (1999), “Haute Couture” (2001), “08” (2002)
- Collezioni per Sergio Villa Mobilitaly: Wit & Humor, Costantino, Etruska, Opus Futura (2003-2017)
- Sedia in Plexiglas con decori per Acrila (2010)
- Collezione divani per Asnaghi (2014)
- Collezione per Riva Atelier (2014)
- Tavolo edizione limitata in legno e cristalli per Lalique (2019)